# I Wrote and Recorded This in Less Than Five Hours
I Wrote And Recorded This In Less Than Five Hours es un álbum pirata oficial del artista británico Lightspeed Champion y, como dice el título, fue escrito y grabado en menos de cinco horas

en su apartamento después de regresar del V Festival y tener un zumbido musical.

## Lista de canciones
| N.º | Título                  | Duración |  |
| 1.  | «Onedayrecord1»         | 1:52     |  |
| 2.  | «Onedayrecord2»         | 3:16     |  |
| 3.  | «Onedayrecord3»         | 1:56     |  |
| 4.  | «Onedayrecord4»         | 2:15     |  |
| 5.  | «Onedayrecord5»         | 1:44     |  |
| 6.  | «Onedayrecord5andahalf» | 1:58     |  |
| 7.  | «Onedayrecord6»         | 2:34     |  |
| 8.  | «Onedayrecord7»         | 2:06     |  |
| 9.  | «Onedayrecord8»         | 2:14     |  |
| 10. | «Onedayrecord9»         | 1:16     |  |